# Henri Labrouste
Pierre-Francois-Henri Labrouste (Parigi, 11 maggio 1801 – Fontainebleau, 24 giugno 1875) è stato un architetto francese, considerato uno degli interpreti più sensibili della cosiddetta «architettura degli ingegneri».

## Biografia

### Formazione
Henri Labrouste compì la sua prima formazione presso l'atelier di Hippolyte Lebas e Antoine Vaudoyer, dove rimase fino al 1819, anno in cui passò all'École Royale des Beaux Arts. Il primo riconoscimento lo ottenne nel 1824 vincendo con il progetto della Cour de Cassation il secondo premio al Prix de Rome, borsa di studio che garantiva ai vincitori un quinquennio di perfezionamento artistico nella laboriosa officina della Città Eterna.
Del soggiorno romano di Labrouste, ricchissimo di stimoli, ci rimane una cospicua mole di disegni. Qui subì l'influenza di Jean-Nicolas Huyot (1780-1840), suo insegnante all'École, dal quale derivò l'idea secondo cui esistessero ideali più nobili, più «veri» rispetto a quelli proposti dal mondo classico e dai suoi maggiori promotori, quali Antoine Chrysostome Quatremère de Quincy. Egli, tuttavia, si discostò dal modello del maestro in quanto non apprezzava i monumenti nella loro «bellezza astratta», bensì si preoccupava di indagarne i problemi strutturali.
Molto significativa, in questi anni, fu la redazione de La restauration des temples de Paestum, inviato a Parigi come saggio conclusivo del suo quarto anno romano. L'opera era composta da vari disegni raffiguranti i tre templi di Paestum, accompagnati da una relazione che si preoccupava di indagarne lo stato conservativo e di rileggerne la cronologia. Le tre costruzioni, infatti, sino ad allora erano viste come l'apoteosi di un canone senza tempo. Labrouste, al contrario, li derubricò a un semplice fenomeno storico generato da un'identità locale, precisamente quella dei coloni greci: «Una pura e semplice rivoluzione» avrebbe poi commentato Viollet le Duc «che minò i fondamenti di una religione accademica». L'opera, in effetti, una volta giunta a Parigi scatenò un aspro dibattito che vide contrapposti Horace Vernet, direttore dell'Académie de France a Roma, e Quatremère de Quincy, sécrétaire perpétuel de l'Académie a Parigi, e costituisce una delle testimonianze più preziose dell'insofferenza di Labrouste ai canoni accademici.

### Labroustemaître d’atelier
Labrouste, nonostante la notorietà acquisita con La restauration des temples de Paestum, dopo il rimpatrio lamentò scarse opportunità professionali: suoi lavori di questi anni, in ogni caso, sono un piccolo deposito nell’Île de Cygne, il progetto per la decorazione e l'arredo del Pont de la Concorde (steso con la coadiuvazione del fratello Théodore), alcune tombe e le architetture effimere per l'arrivo a Parigi delle spoglie di Napoleone Bonaparte.
Fu in questo periodo, tuttavia, che Labrouste inaugurò un impegno particolarmente appagante, quello educativo, che lo ricompensò delle difficoltà incontrate nell'ambito concretamente progettuale. All'inizio degli anni 1830, infatti, Labrouste aprì una scuola privata di architettura, dove accolse tutti quei giovani architetti che volevano svincolarsi dall'ordinamento scolastico e dalle consuetudini accademiche dell'Ecole des Beaux-Arts. Labrouste fu il maître dell'atelier sino al 1854, rivelandosi un insegnante di stampo spiccatamente liberalista: esortava infatti i suoi allievi a comprendere i principi formali e costruttivi dei vari organismi architettonici studiati, a tal punto che uno dei suoi studenti avrebbe poi ricordato che «non permetteva che si concepisse un progetto senza già conoscerne i mezzi per realizzarlo».
Nel frattempo Labrouste ebbe agio di progettare edifici destinati a divenire celebri, come la biblioteca Sainte-Geneviève e la Biblioteca nazionale di Francia. Morì il 24 giugno 1875.

## Stile

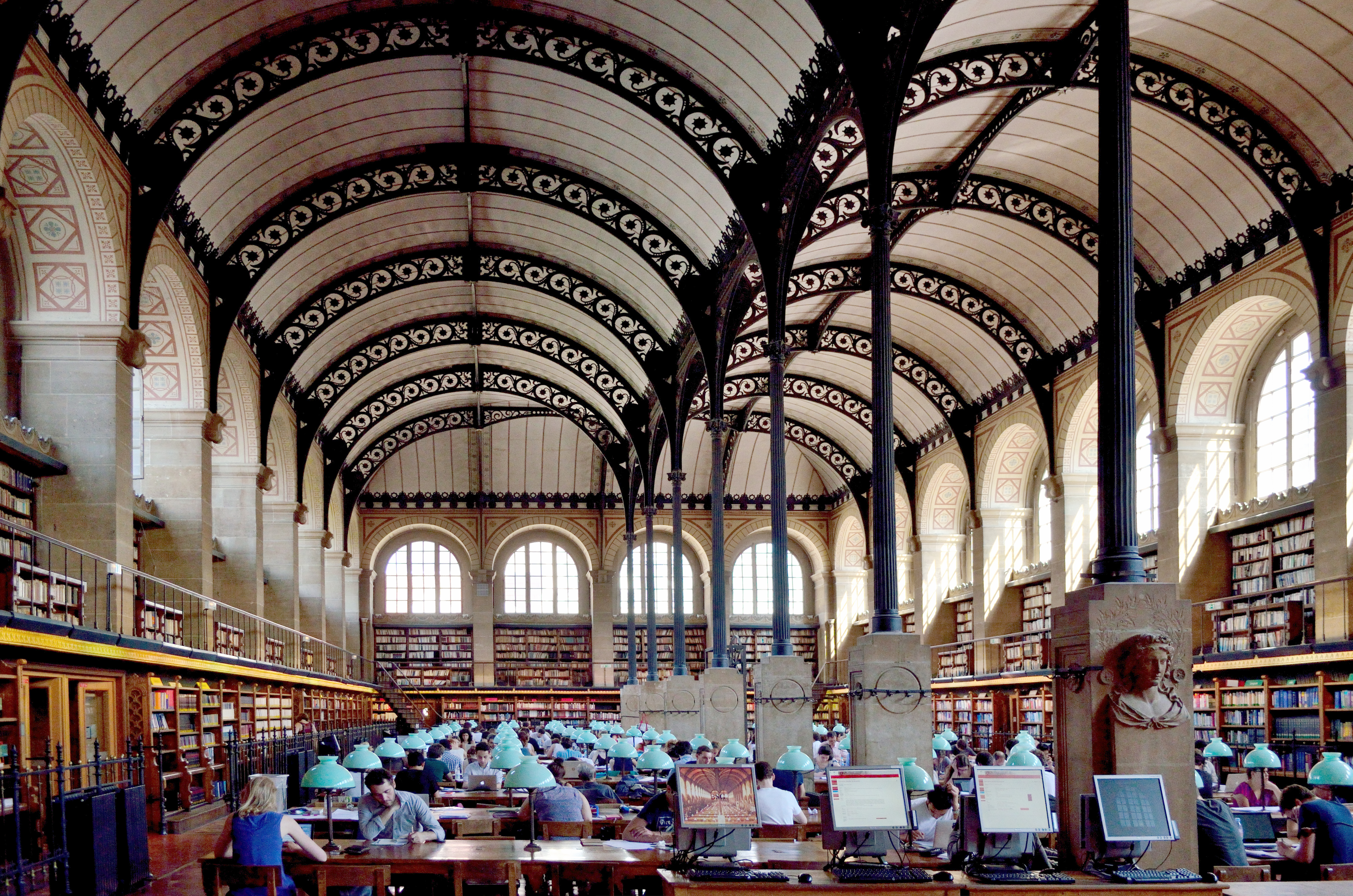
Sala di lettura della biblioteca Sainte-Geneviève

Come abbiamo già detto, Labrouste è stato uno degli esponenti più significativi della cosiddetta «architettura degli ingegneri». Riallacciandosi al razionalismo illuminista, infatti, Labrouste matura ben presto una naturale idiosincrasia verso il formalismo accademico e dà vita ad architetture caratterizzate da un elevato funzionalismo strutturale e decorativo.
Il vero protagonista delle realizzazioni labroustiane, in particolare, è il ferro, che grazie alle nuove tecnologie siderurgiche iniziò ad essere impiegato sistematicamente anche in campo edilizio. Sin dalle prime architetture il ferro veniva usato con parsimonia, e nascosto all'interno dei muri e delle colonne. Con Labrouste, invece, il ferro cessa di essere un mezzo secondario e si guadagna finalmente la parete, assumendo una funzione decorativa, oltre che strutturale. Ciò è particolarmente evidente nella biblioteca Sainte-Geneviève, dove gli archi ferrei di tipo corinzio esaltano le possibilità insieme portanti e decorative del ferro, ma anche nella Bibliothèque Nationale, considerata il capolavoro di Labrouste. Queste opere servirono a confutare le teorie estetiche di John Ruskin, secondo il quale «l'autentica architettura non ammette il ferro come materiale da costruzione», e ad aprire la strada alla cosiddetta «architettura del ferro», che vedrà in Gustave Eiffel un altro esponente particolarmente riconosciuto.
Le varie architetture di Henri Labrouste, infine, si basano su una rigorosa documentazione. Questa prassi prevedeva un'intensa fase preparatoria prima della stesura del progetto, nella prospettiva di conferire rigore funzionale alle proprie realizzazioni, che in questo modo avrebbero potuto mostrare il proprio carattere, essere cioè espressive. Labrouste, ad esempio, nel 1836-1837 partecipò ad un concorso per la costruzione di un nosocomio a Losanna, e prima di mettere su carta seguì con molta attenzione le indicazioni delle più aggiornate strategie mediche: riscontriamo un eguale rigore documentario nel concorso della prigione ad Alessandria (1839-1840), il quale vide l'architetto leggere con grande diligenza diversi studi americani in materia penitenziaria e aggiornarsi sulle moderne istanze riformistiche.